# Mentzelia conzattii
Mentzelia conzattii là một loài thực vật có hoa trong họ Loasaceae. Loài này được Greenm. mô tả khoa học đầu tiên năm 1897.